# Тисовець (Стрийський район)
Ти́совець — село в Україні, в Козівській сільській громаді Стрийського району Львівської області. Населення становить 157 осіб. Орган місцевого самоврядування — Козівська сільська рада.

## Географія
Село є найвищим населеним пунктом Львівської області (найбільша середня висота поселення).

## Історія
Перша згадка датується 1538 роком.

## Населення
Згідно з переписом УРСР 1989 року чисельність наявного населення села становила 184 особи, з яких 110 чоловіків та 74 жінки.
За переписом населення України 2001 року в селі мешкало 158 осіб.

### Мова
Розподіл населення за рідною мовою за даними перепису 2001 року:
| Мова       | Відсоток |
| ---------- | -------- |
| українська | 96,18 %  |
| російська  | 3,82 %   |

## Спорт
У Тисовці в лютому кожного року сноубордисти проводять свої так звані фестивалі. Відомий Тисовець і спеціальною 500-метровою трасою для могулу, одного з видів фристайлу. Саме тут проводяться змагання з цього, вже олімпійського, виду спорту. 
В селі розташована Навчально-спортивна база зимових видів спорту МО України.

## Пам'ятки
У селі є церква ПЦУ, названа на честь архистратига Михаїла.
Неподалік села розташована комплексна пам'ятка природи місцевого значення Козій.

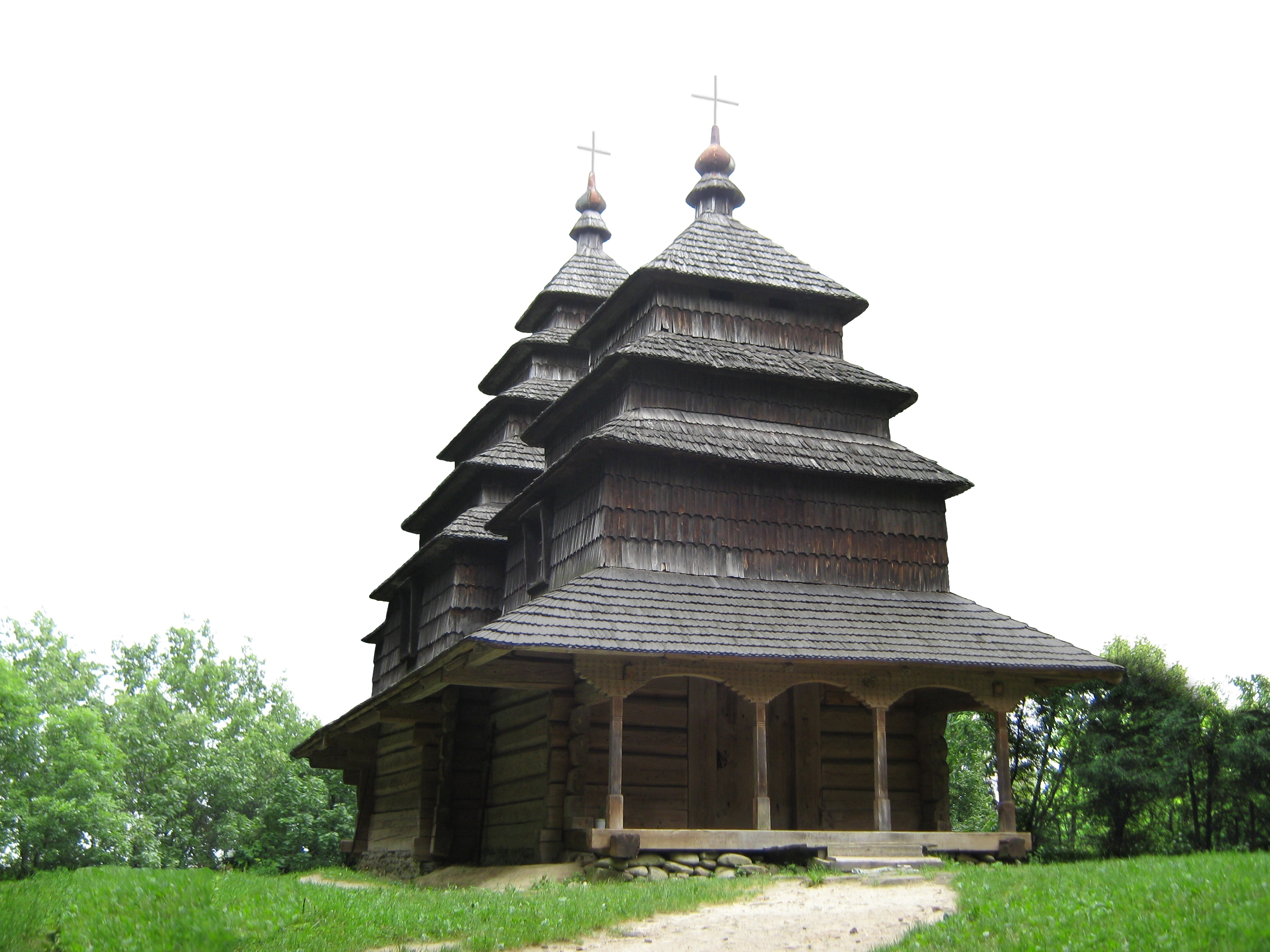
Бойківська церква 1863 року, з села Тисовець, Сколівського району, Львівської області.